# Cuneo Calcio Femminile
ASD Cuneo Calcio Femminile – włoski klub piłki nożnej kobiet, mający siedzibę w mieście Cuneo, na północy kraju.

## Historia
Chronologia nazw:
- 2009: Associazione Culturale Polivalente Cuneo San Rocco Femminile
- 2014: A.S.D. Cuneo Calcio Femminile

Klub piłkarski A.C.P. Cuneo San Rocco Femminile został założony w mieście Cuneo w 2009 roku. W 2009 zespół startował w Serie B, w której zajął 4.miejsce w grupie A. W 2010 po reorganizacji systemu lig startował w Serie A2. Sezon zakończył na 7.pozycji. W następnym sezonie 2011/12 był ósmym w grupie A, a w 2012/13 znów na 7.pozycji. W 2013 po reorganizacji systemu lig startował w Serie B. W sezonie 2013/14 zajął pierwsze miejsce w grupie A i zdobył awans do Serie A. Po zakończeniu sezonu klub został przekształcony i przyjął obecną nazwę A.S.D. Cuneo Calcio Femminile. Debiut w najwyższej klasie rozgrywek sezonu 2014/15 był nieudanym - klub nie utrzymał się w Serie A (10.miejsce). W sezonie 2015/16 zajął pierwsze miejsce w grupie C i uzyskał promocją do Serie A.

## Stadion
Klub rozgrywa swoje mecze domowe na stadionie Fratelli Paschiero w Cuneo, który może pomieścić 4060 widzów.

## Sukcesy

### Trofea międzynarodowe
Nie uczestniczył w rozgrywkach europejskich (stan na 01-01-2017).

### Trofea krajowe
- Serie A (I poziom):
  - 10.miejsce (1): 2014/15

- Serie B/A2 (II poziom):
  - mistrz (1): 2013/14 (grupa A), 2015/16  (grupa C)

- Puchar Włoch:
  - ćwierćfinalista (1): 2015/16